# 29-й меридіан західної довготи
29-й меридіан західної довготи — лінія довготи, що лежить на 29 градусів західніше Гринвіцького меридіана. Вона проходить від Північного полюса через Північний Льодовитий океан, Гренландію, Атлантичний океан, Південний океан та Антарктиду до Південного полюса.
29-й меридіан західної довготи формує велике коло разом із 151-шим меридіаном східної довготи.

## Список географічних об'єктів, що перетинає 29° зх. д.
Починаючи на Північному полюсі та рухаючись до Південного полюса, 29-й меридіан західної довготи проходить через:
| Координати                                                 | Країна, територія або море | Примітки |
| ---------------------------------------------------------- | -------------------------- | --- |
| 90°0′ пн. ш. 29°0′ зх. д. / 90.000° пн. ш. 29.000° зх. д.  | Північний Льодовитий океан | |
| 83°33′ пн. ш. 29°0′ зх. д. / 83.550° пн. ш. 29.000° зх. д. | Затока Блісс[en]           | |
| 83°30′ пн. ш. 29°0′ зх. д. / 83.500° пн. ш. 29.000° зх. д. | Гренландія                 | Проходить через Землю Йоганнеса Єнсена[en] |
| 83°10′ пн. ш. 29°0′ зх. д. / 83.167° пн. ш. 29.000° зх. д. | Фьорд Фредеріка Хайда[en]  | |
| 83°7′ пн. ш. 29°0′ зх. д. / 83.117° пн. ш. 29.000° зх. д.  | Гренландія                 | Проходить через Землю Мелвілла[en] |
| 82°9′ пн. ш. 29°0′ зх. д. / 82.150° пн. ш. 29.000° зх. д.  | Фьорд Індепенденс          | |
| 81°59′ пн. ш. 29°0′ зх. д. / 81.983° пн. ш. 29.000° зх. д. | Гренландія                 | |
| 68°21′ пн. ш. 29°0′ зх. д. / 68.350° пн. ш. 29.000° зх. д. | Атлантичний океан          | Проходить західніше острова Фаял, Португалія Проходить західніше острова Мартін-Вас[de], Бразилія Проходить східніше острова Тріндаде[de], Бразилія |
| 60°0′ пд. ш. 29°0′ зх. д. / 60.000° пд. ш. 29.000° зх. д.  | Південний океан            | |
| 76°21′ пд. ш. 29°0′ зх. д. / 76.350° пд. ш. 29.000° зх. д. | Антарктида                 | Проходить через Аргентинську Антарктиду та Британську Антарктичну Територію (претендують Аргентина та Велика Британія)                              |